# Simulium seramense
Simulium seramense är en tvåvingeart som beskrevs av Takaoka 2003. Simulium seramense ingår i släktet Simulium och familjen knott. Inga underarter finns listade i Catalogue of Life.